# Station Wilkau-Haßlau
Station Wilkau-Haßlau is een spoorwegstation in de Duitse plaats Wilkau-Haßlau. Het station werd in 1868 geopend.

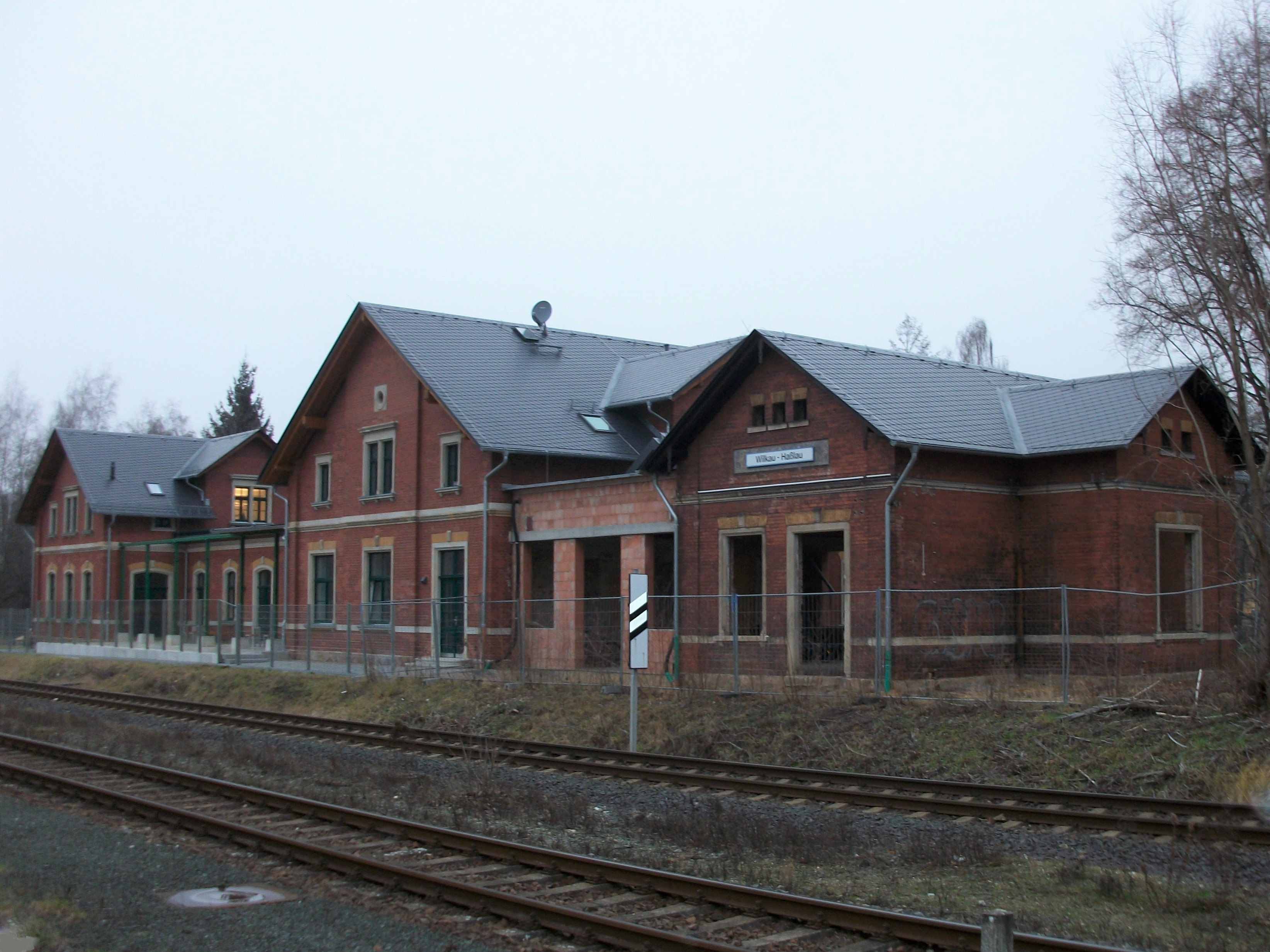
Het voormalige stationsgebouw.